# CD'87
《CD'87》은 일본의 여가수 나카모리 아키나(中森明菜)의 CD한정 기획 미니 음반으로 1987년 5월 1일에 발매하였다. (CD: 32XL-191) 데뷔 5주년을 맞아 출시한 음반으로 이전의 베스트 음반인 《BEST》에 실리지 못했던 〈DESIRE -정열-〉과 〈TANGO NOIR〉까지 싱글곡 4곡과 그들의 B사이드 곡 4곡까지 합하여 총 8곡으로 구성되어 있다.
이 음반은 1987년 5월 11일, 오리콘 주간 CD 차트에 1위로 처음 올라왔고, 이어 5월 18일까지 총 2주 연속 1위를 달성하였다. 이어서 21주간 CD 차트 톱100에 머물러 있었다.

## 수록곡
| #            | 제목                                                           | 작사            | 작곡            | 편곡            | 재생 시간 |
| ------------ | -------------------------------------------------------------- | --------------- | --------------- | --------------- | --------- |
| 1.           | 〈〈LA BOHÈME〉〉                                              | 유카와 레이코   | 츠시마 다카시   | 시이나 카즈오   | 4:42      |
| 2.           | 〈〈최후의 카르멘〉(最後のカルメン 사이고노카루멘[*])〉        | 아소 게이코     | 츠시미 다카시   | 시이나 카즈오   | 4:31      |
| 3.           | 〈〈TANGO NOIR〉〉                                             | 후유무리 가요코 | 츠시미 다카시   | 나카무라 사토시 | 4:10      |
| 4.           | 〈〈DESIRE -정열-〉(DESIRE -情熱- 디자이어 조네츠[*])〉        | 아키 요코       | 스즈키 키사부로 | 시이나 카즈오   | 4:24      |
| 5.           | 〈〈위험한 MON AMOUR〉(危ないMON AMOUR 아부나이 몽아무르[*])〉 | 교 에이코       | 스즈키 키사부로 | 시이나 카즈오   | 4:47      |
| 6.           | 〈〈MILONGUITA〉〉                                             | 오오츠 아키라   | 하야시 테츠지   | 나카무라 사토시 | 4:32      |
| 7.           | 〈〈집시 퀸〉(ジプシー・クイーン 지푸시 퀸[*])〉               | 마츠모토 잇키   | 구니야스 와타루 | 고바야시 신고   | 4:30      |
| 8.           | 〈〈Fin〉〉                                                    | 마츠모토 잇키   | 사토 켄         | 사토 준         | 4:10      |
| 총 재생 시간 | 총 재생 시간                                                   | 총 재생 시간    | 총 재생 시간    | 총 재생 시간    | 13:02     |